# Chicalim
Chicalim là một thị trấn thống kê (census town) của quận South Goa thuộc bang Goa, Ấn Độ.

## Nhân khẩu
Theo điều tra dân số năm 2001 của Ấn Độ, Chicalim có dân số 7604 người. Phái nam chiếm 58% tổng số dân và phái nữ chiếm 42%. Chicalim có tỷ lệ 81% biết đọc biết viết, cao hơn tỷ lệ trung bình toàn quốc là 59,5%: tỷ lệ cho phái nam là 86%, và tỷ lệ cho phái nữ là 75%. Tại Chicalim, 10% dân số nhỏ hơn 6 tuổi.